# Temporada da NFL de 2017
A Temporada de 2017 da NFL foi a 98ª temporada regular da National Football League (NFL), a principal liga profissional de futebol americano dos Estados Unidos, começou em 7 de setembro de 2017, em um jogo que colocou o campeão da temporada anterior, o New England Patriots, recebendo o Kansas City Chiefs. 
O campeonato se encerrou no Super Bowl LII, a grande final da liga, que aconteceu em 4 de fevereiro de 2018, no U.S. Bank Stadium em Minneapolis, Minnesota, e viu o Philadelphia Eagles derrotar o New England Patriots por 41 a 33.
Pelo segundo ano consecutivo, um time se realocou da região metropolitana de Los Angeles, com o San Diego Chargers se mudando para a cidade em 12 de janeiro de 2017.

## Mudança nas regras
As seguintes mudanças de regra foram aprovadas para a temporada de 2017 da NFL em uma reunião dos donos dos times feita em 28 de março de 2017:
- Jogadores de defesa são proibidos de pular por cima de um jogador de linha ofensiva durante os chutes de field goal ou ponto extra. Até a temporada anterior, essa ação era permitida desde que o jogador não caísse em cima de outros jogadores.
- Incluindo na definição de "jogador indefeso" aquele rastreando o quarterback ou procurando pela bola, incluindo dentro da zona legal de contato (5 jardas da linha de scrimmage).
- Batidas escandalosas na cabeça agora resultará em expulsão imediata.
- O centro de controle de replays tomará as decisões finais nas jogadas revistas ao invés do árbitro principal, apesar deste mesmo árbitro pode dar seu posicionamento nas jogadas revisíveis.
- O monitor de replays na linha lateral do campo será eliminada e substuída por um tablet para que o árbitro possa rever a jogada no campo junto com o centro de controle de replays.
- Bloqueios na parte de baixo nas costas por um jogador defensivo agora são proibidos, mesmo se ele estiver fora da zona de 2 jardas de tackles quando acontece durante o snap.
- Tornou-se permanente a mudança da regra a respeito de que jogadores que cometem dois atos antidesportivos numa mesma partida seriam automaticamente expulsos.
- Prolongado por mais uma temporada a mudança de posicionamento da bola após um touchback, indo para a linha de 25 jardas.
- Torna-se ilegal atos para conservar tempo ao final de cada metade do jogo no two minute warning. Anteriormente isso só acontecia no último minuto de cada tempo.
- Se um time comete múltiplas faltas na mesma descida com o objetivo de manipular o relógio do jogo, deverá ser punido em 15 jardas por conduta antidesportiva e o relógio voltará ao tempo original. Esta mudança aconteceu após o San Francisco 49ers e o Baltimore Ravens realizarem esta estratégia, fazendo holdings (seguradas) intencionais para manipular o relógio, na temporada anterior.

Uma proposta de tentar reduzir a duração dos tempos dos jogos da temporada regular e dos playoffs de 15 para 10 minutos foi rejeitada.

## Protestos durante o hino nacional
A temporada de 2017 viu a continuação de uma série de protestos feitos por alguns jogadores (segundo eles, contra brutalidade policial e a desigualdade racial no país), que se ajoelhavam durante a execução do hino nacional dos Estados Unidos, que antecede cada jogo. O assunto ganhou proporções gigantescas e extensa cobertura da mídia após, no começo da semana 3, o presidente dos Estados Unidos, Donald Trump, ter criticado o fato da liga e dos donos de times tolerarem as atitudes destes atletas, afirmando que aquilo era um desrespeito a bandeira e ao país, e por fim exigiu que os jogadores que se ajoelhavam durante o hino fossem demitidos. As falas do presidente foram mal recebidas pela NFL, com os proprietários, atletas e jornalistas reclamando que não cabia ao presidente fazer tal julgamento. Nos jogos daquela semana, todos os times se juntaram aos protestos em solidariedade, se ajoelhando momentos antes ou durante a execução do hino, a exceção de três times - os Steelers, os Titans e os Seahawks - que nem mesmo entraram em campo durante o hino nacional. A reação do público nos estádios e nas redes sociais foi mista, com muitos apoiando os jogadores mas com outros reclamando e até vaiando. Algumas pessoas chegaram a queimar camisas dos atletas envolvidos nos protestos.

## Classificação
V = Vitórias, D = Derrotas, E = Empates, PCT = porcentagem de vitórias, PF= Pontos feitos, PS = Pontos sofridos
Classificados para os playoffs estão marcados em verde
| AFC Leste            |    |    |   |       |     |     |
| Time                 | V  | D  | E | PCT   | PF  | PS  |
| New England Patriots | 13 | 3  | 0 | 81,3% | 458 | 296 |
| Buffalo Bills        | 9  | 7  | 0 | 56,3% | 302 | 359 |
| Miami Dolphins       | 6  | 10 | 0 | 37,5% | 281 | 393 |
| New York Jets        | 5  | 11 | 0 | 31,3% | 298 | 382 |
| AFC Norte            |    |    |   |       |     |     |
| Time                 | V  | D  | E | PCT   | PF  | PS  |
| Pittsburgh Steelers  | 13 | 3  | 0 | 81,3% | 406 | 308 |
| Baltimore Ravens     | 9  | 7  | 0 | 56,3% | 395 | 303 |
| Cincinnati Bengals   | 7  | 9  | 0 | 43,8% | 290 | 349 |
| Cleveland Browns     | 0  | 16 | 0 | 00%   | 234 | 410 |
| AFC Sul              |    |    |   |       |     |     |
| Time                 | V  | D  | E | PCT   | PF  | PS  |
| Jacksonville Jaguars | 10 | 6  | 0 | 62,5% | 417 | 268 |
| Tennessee Titans     | 9  | 7  | 0 | 56,3% | 334 | 356 |
| Indianapolis Colts   | 4  | 12 | 0 | 25%   | 263 | 404 |
| Houston Texans       | 4  | 12 | 0 | 25%   | 338 | 436 |
| AFC Oeste            |    |    |   |       |     |     |
| Time                 | V  | D  | E | PCT   | PF  | PS  |
| Kansas City Chiefs   | 10 | 6  | 0 | 62,5% | 415 | 339 |
| Los Angeles Chargers | 9  | 7  | 0 | 56,3% | 355 | 272 |
| Oakland Raiders      | 6  | 10 | 0 | 37,5% | 301 | 373 |
| Denver Broncos       | 5  | 11 | 0 | 31,3% | 289 | 382 |

| NFC Leste            |    |    |   |       |     |     |
| Time                 | V  | D  | E | PCT   | PF  | PS  |
| Philadelphia Eagles  | 13 | 3  | 0 | 81,3% | 457 | 295 |
| Dallas Cowboys       | 9  | 7  | 0 | 56,3% | 354 | 332 |
| Washington Redskins  | 7  | 9  | 0 | 43,8% | 342 | 388 |
| New York Giants      | 3  | 13 | 0 | 18,8% | 246 | 388 |
| NFC Norte            |    |    |   |       |     |     |
| Time                 | V  | D  | E | PCT   | PF  | PS  |
| Minnesota Vikings    | 13 | 3  | 0 | 81,3% | 382 | 252 |
| Detroit Lions        | 9  | 7  | 0 | 56,3% | 410 | 376 |
| Green Bay Packers    | 7  | 9  | 0 | 43,8% | 320 | 384 |
| Chicago Bears        | 5  | 11 | 0 | 31,3% | 264 | 320 |
| NFC Sul              |    |    |   |       |     |     |
| Time                 | V  | D  | E | PCT   | PF  | PS  |
| New Orleans Saints   | 11 | 5  | 0 | 68,8% | 448 | 326 |
| Carolina Panthers    | 11 | 5  | 0 | 68,8% | 363 | 327 |
| Atlanta Falcons      | 10 | 6  | 0 | 62,5% | 353 | 315 |
| Tampa Bay Buccaneers | 5  | 11 | 0 | 31,3% | 335 | 382 |
| NFC Oeste            |    |    |   |       |     |     |
| Time                 | V  | D  | E | PCT   | PF  | PS  |
| Los Angeles Rams     | 11 | 5  | 0 | 68,8% | 478 | 329 |
| Seattle Seahawks     | 9  | 7  | 0 | 56,3% | 366 | 332 |
| Arizona Cardinals    | 8  | 8  | 0 | 50%   | 295 | 361 |
| San Francisco 49ers  | 6  | 10 | 0 | 37,5% | 331 | 383 |

## Jogos da temporada regular
| Semana 1                          |        |                      |        |                                     |
| Time visitante                    | Pontos | Time da casa         | Pontos | Local do jogo                       |
| 7 de setembro de 2017             |        |                      |        |                                     |
| Kansas City Chiefs                | 42     | New England Patriots | 27     | Gillette Stadium                    |
| 10 de setembro de 2017            |        |                      |        |                                     |
| New York Jets                     | 12     | Buffalo Bills        | 21     | New Era Field                       |
| Philadelphia Eagles               | 30     | Washington Redskins  | 17     | FedEx Field                         |
| Oakland Raiders                   | 26     | Tennessee Titans     | 16     | Nissan Stadium                      |
| Jacksonville Jaguars              | 29     | Houston Texans       | 7      | NRG Stadium                         |
| Arizona Cardinals                 | 23     | Detroit Lions        | 35     | Ford Field                          |
| Pittsburgh Steelers               | 21     | Cleveland Browns     | 18     | FirstEnergy Stadium                 |
| Atlanta Falcons                   | 23     | Chicago Bears        | 17     | Soldier Field                       |
| Baltimore Ravens                  | 20     | Cincinnati Bengals   | 0      | Paul Brown Stadium                  |
| Indianapolis Colts                | 9      | Los Angeles Rams     | 46     | Los Angeles Memorial Coliseum       |
| Carolina Panthers                 | 23     | San Francisco 49ers  | 3      | Levi's Stadium                      |
| Seattle Seahawks                  | 9      | Green Bay Packers    | 17     | Lambeau Field                       |
| New York Giants                   | 3      | Dallas Cowboys       | 19     | AT&T Stadium                        |
| 11 de setembro de 2017            |        |                      |        |                                     |
| New Orleans Saints                | 19     | Minnesota Vikings    | 29     | U.S. Bank Stadium                   |
| Los Angeles Chargers              | 21     | Denver Broncos       | 24     | Sports Authority Field at Mile High |
| Não jogaram: Dolphins, Buccaneers |        |                      |        |                                     |

| Semana 2               |        |                      |        |                                     |
| Time visitante         | Pontos | Time da casa         | Pontos | Local do jogo                       |
| 14 de setembro de 2017 |        |                      |        |                                     |
| Houston Texans         | 13     | Cincinnati Bengals   | 9      | Paul Brown Stadium                  |
| 17 de setembro de 2017 |        |                      |        |                                     |
| Cleveland Browns       | 10     | Baltimore Ravens     | 24     | M&T Bank Stadium                    |
| Chicago Bears          | 7      | Tampa Bay Buccaneers | 29     | Raymond James Stadium               |
| Minnesota Vikings      | 9      | Pittsburgh Steelers  | 26     | Heinz Field                         |
| New England Patriots   | 36     | New Orleans Saints   | 20     | Mercedes-Benz Superdome             |
| Philadelphia Eagles    | 20     | Kansas City Chiefs   | 27     | Arrowhead Stadium                   |
| Tennessee Titans       | 37     | Jacksonville Jaguars | 16     | EverBank Field                      |
| Arizona Cardinals      | 16     | Indianapolis Colts   | 13     | Lucas Oil Stadium                   |
| Buffalo Bills          | 3      | Carolina Panthers    | 9      | Bank of America Stadium             |
| New York Jets          | 20     | Oakland Raiders      | 45     | Oakland Alameda Coliseum            |
| Miami Dolphins         | 19     | Los Angeles Chargers | 17     | StubHub Center                      |
| San Francisco 49ers    | 9      | Seattle Seahawks     | 12     | CenturyLink Field                   |
| Washington Redskins    | 27     | Los Angeles Rams     | 20     | Los Angeles Memorial Coliseum       |
| Dallas Cowboys         | 17     | Denver Broncos       | 42     | Sports Authority Field at Mile High |
| Green Bay Packers      | 23     | Atlanta Falcons      | 34     | Mercedes-Benz Stadium               |
| 18 de setembro de 2017 |        |                      |        |                                     |
| Detroit Lions          | 24     | New York Giants      | 10     | MetLife Stadium                     |

| Semana 3               |        |                      |        |                               |
| Time visitante         | Pontos | Time da casa         | Pontos | Local do jogo                 |
| 21 de setembro de 2017 |        |                      |        |                               |
| Los Angeles Rams       | 41     | San Francisco 49ers  | 39     | Levi's Stadium                |
| 24 de setembro de 2017 |        |                      |        |                               |
| Baltimore Ravens       | 7      | Jacksonville Jaguars | 44     | Wembley Stadium               |
| Cleveland Browns       | 28     | Indianapolis Colts   | 31     | Lucas Oil Stadium             |
| New York Giants        | 24     | Philadelphia Eagles  | 27     | Lincoln Financial Field       |
| Miami Dolphins         | 6      | New York Jets        | 20     | MetLife Stadium               |
| Denver Broncos         | 16     | Buffalo Bills        | 26     | New Era Field                 |
| New Orleans Saints     | 34     | Carolina Panthers    | 13     | Bank of America Stadium       |
| Pittsburgh Steelers    | 17     | Chicago Bears        | 23     | Soldier Field                 |
| Atlanta Falcons        | 30     | Detroit Lions        | 26     | Ford Field                    |
| New York Jets          | 17     | Oakland Raiders      | 34     | Oakland Alameda Coliseum      |
| Houston Texans         | 33     | New England Patriots | 36     | Gillette Stadium              |
| Seattle Seahawks       | 27     | Tennessee Titans     | 33     | Nissan Stadium                |
| Cincinnati Bengals     | 24     | Green Bay Packers    | 27     | Lambeau Field                 |
| Kansas City Chiefs     | 24     | Los Angeles Chargers | 10     | StubHub Center                |
| Oakland Raiders        | 10     | Washington Redskins  | 27     | FedEx Field                   |
| 25 de setembro de 2017 |        |                      |        |                               |
| Dallas Cowboys         | 28     | Arizona Cardinals    | 17     | University of Phoenix Stadium |

| Semana 4               |        |                      |        |                                     |
| Time visitante         | Pontos | Time da casa         | Pontos | Local do jogo                       |
| 28 de setembro de 2017 |        |                      |        |                                     |
| Chicago Bears          | 14     | Green Bay Packers    | 35     | Lambeau Field                       |
| 1 de outubro de 2017   |        |                      |        |                                     |
| New Orleans Saints     | 20     | Miami Dolphins       | 0      | Wembley Stadium                     |
| Tennessee Titans       | 14     | Houston Texans       | 57     | NRG Stadium                         |
| Jacksonville Jaguars   | 20     | New York Jets        | 23     | MetLife Stadium                     |
| Carolina Panthers      | 33     | New England Patriots | 30     | Gillette Stadium                    |
| Detroit Lions          | 14     | Minnesota Vikings    | 7      | U.S. Bank Stadium                   |
| Buffalo Bills          | 23     | Atlanta Falcons      | 17     | Mercedes-Benz Stadium               |
| Pittsburgh Steelers    | 26     | Baltimore Ravens     | 9      | M&T Bank Stadium                    |
| Cincinnati Bengals     | 31     | Cleveland Browns     | 7      | FirstEnergy Stadium                 |
| Los Angeles Rams       | 35     | Dallas Cowboys       | 30     | AT&T Stadium                        |
| Philadelphia Eagles    | 26     | Los Angeles Chargers | 24     | StubHub Center                      |
| New York Giants        | 23     | Tampa Bay Buccaneers | 25     | Raymond James Stadium               |
| San Francisco 49ers    | 15     | Arizona Cardinals    | 18     | University of Phoenix Stadium       |
| Oakland Raiders        | 10     | Denver Broncos       | 16     | Sports Authority Field at Mile High |
| Indianapolis Colts     | 18     | Seattle Seahawks     | 46     | CenturyLink Field                   |
| 2 de outubro de 2017   |        |                      |        |                                     |
| Washington Redskins    | 20     | Kansas City Chiefs   | 29     | Arrowhead Stadium                   |

| Semana 5                                        |        |                      |        |                               |
| Time visitante                                  | Pontos | Time da casa         | Pontos | Local do jogo                 |
| 5 de outubro de 2017                            |        |                      |        |                               |
| New England Patriots                            | 19     | Tampa Bay Buccaneers | 14     | Raymond James Stadium         |
| 8 de outubro de 2017                            |        |                      |        |                               |
| New York Jets                                   | 17     | Cleveland Browns     | 14     | FirstEnergy Stadium           |
| Carolina Panthers                               | 27     | Detroit Lions        | 24     | Ford Field                    |
| San Francisco 49ers                             | 23     | Indianapolis Colts   | 26     | Lucas Oil Stadium             |
| Tennessee Titans                                | 10     | Miami Dolphins       | 16     | Hard Rock Stadium             |
| Buffalo Bills                                   | 16     | Cincinnati Bengals   | 20     | Paul Brown Stadium            |
| Los Angeles Chargers                            | 27     | New York Giants      | 22     | MetLife Stadium               |
| Jacksonville Jaguars                            | 30     | Pittsburgh Steelers  | 9      | Heinz Field                   |
| Arizona Cardinals                               | 7      | Philadelphia Eagles  | 34     | Lincoln Financial Field       |
| Seattle Seahawks                                | 16     | Los Angeles Rams     | 10     | Los Angeles Memorial Coliseum |
| Baltimore Ravens                                | 30     | Oakland Raiders      | 17     | Oakland Alameda Coliseum      |
| Green Bay Packers                               | 35     | Dallas Cowboys       | 31     | AT&T Stadium                  |
| Kansas City Chiefs                              | 42     | Houston Texans       | 34     | NRG Stadium                   |
| 9 de outubro de 2017                            |        |                      |        |                               |
| Minnesota Vikings                               | 20     | Chicago Bears        | 17     | Soldier Field                 |
| Não jogaram: Falcons, Broncos, Saints, Redskins |        |                      |        |                               |

| Semana 6                                       |        |                      |        |                                     |
| Time visitante                                 | Pontos | Time da casa         | Pontos | Local do jogo                       |
| 12 de outubro de 2017                          |        |                      |        |                                     |
| Philadelphia Eagles                            | 28     | Carolina Panthers    | 23     | Raymond James Stadium               |
| 15 de outubro de 2017                          |        |                      |        |                                     |
| Chicago Bears                                  | 27     | Baltimore Ravens     | 24     | M&T Bank Stadium                    |
| Cleveland Browns                               | 17     | Houston Texans       | 33     | NRG Stadium                         |
| Green Bay Packers                              | 10     | Minnesota Vikings    | 23     | U.S. Bank Stadium                   |
| Detroit Lions                                  | 38     | New Orleans Saints   | 52     | Mercedes-Benz Superdome             |
| Miami Dolphins                                 | 20     | Atlanta Falcons      | 17     | Mercedes-Benz Stadium               |
| New England Patriots                           | 24     | New York Jets        | 17     | MetLife Stadium                     |
| San Francisco 49ers                            | 24     | Washington Redskins  | 26     | FedEx Field                         |
| Tampa Bay Buccaneers                           | 33     | Arizona Cardinals    | 38     | University of Phoenix Stadium       |
| Los Angeles Rams                               | 27     | Jacksonville Jaguars | 17     | EverBank Field                      |
| Pittsburgh Steelers                            | 19     | Kansas City Chiefs   | 13     | Arrowhead Stadium                   |
| Los Angeles Chargers                           | 17     | Oakland Raiders      | 16     | Oakland Alameda Coliseum            |
| New York Giants                                | 23     | Denver Broncos       | 10     | Sports Authority Field at Mile High |
| 16 de outubro de 2017                          |        |                      |        |                                     |
| Indianapolis Colts                             | 22     | Tennessee Titans     | 36     | Nissan Stadium                      |
| Não jogaram: Bills, Bengals, Cowboys, Seahawks |        |                      |        |                                     |

| Semana 7                   |        |                      |        |                          |
| Time visitante             | Pontos | Time da casa         | Pontos | Local do jogo            |
| 19 de outubro de 2017      |        |                      |        |                          |
| Kansas City Chiefs         | 30     | Oakland Raiders      | 31     | Oakland Alameda Coliseum |
| 22 de outubro de 2017      |        |                      |        |                          |
| Tampa Bay Buccaneers       | 27     | Buffalo Bills        | 30     | New Era Field            |
| Baltimore Ravens           | 16     | Minnesota Vikings    | 24     | U.S. Bank Stadium        |
| New York Jets              | 28     | Miami Dolphins       | 31     | Hard Rock Stadium        |
| Arizona Cardinals          | 0      | Los Angeles Rams     | 33     | Estádio de Twickenham    |
| Jacksonville Jaguars       | 27     | Indianapolis Colts   | 0      | Lucas Oil Stadium        |
| New Orleans Saints         | 26     | Green Bay Packers    | 17     | Lambeau Field            |
| Carolina Panthers          | 3      | Chicago Bears        | 17     | Soldier Field            |
| Tennessee Titans           | 12     | Cleveland Browns     | 9      | FirstEnergy Stadium      |
| Dallas Cowboys             | 40     | San Francisco 49ers  | 10     | Levi's Stadium           |
| Denver Broncos             | 0      | Los Angeles Chargers | 21     | StubHub Center           |
| Cincinnati Bengals         | 14     | Pittsburgh Steelers  | 29     | Heinz Field              |
| Seattle Seahawks           | 24     | New York Giants      | 7      | MetLife Stadium          |
| Atlanta Falcons            | 7      | New England Patriots | 23     | Gillette Stadium         |
| 23 de outubro de 2017      |        |                      |        |                          |
| Washington Redskins        | 24     | Philadelphia Eagles  | 34     | Lincoln Financial Field  |
| Não jogaram: Lions, Texans |        |                      |        |                          |

| Semana 8                                                       |        |                      |        |                         |
| Time visitante                                                 | Pontos | Time da casa         | Pontos | Local do jogo           |
| 26 de outubro de 2017                                          |        |                      |        |                         |
| Miami Dolphins                                                 | 0      | Baltimore Ravens     | 40     | M&T Bank Stadium        |
| 29 de outubro de 2017                                          |        |                      |        |                         |
| Minnesota Vikings                                              | 33     | Cleveland Browns     | 16     | Estádio de Twickenham   |
| Atlanta Falcons                                                | 25     | New York Jets        | 20     | MetLife Stadium         |
| Carolina Panthers                                              | 17     | Tampa Bay Buccaneers | 3      | Raymond James Stadium   |
| San Francisco 49ers                                            | 10     | Philadelphia Eagles  | 33     | Lincoln Financial Field |
| Chicago Bears                                                  | 12     | New Orleans Saints   | 20     | Lucas Oil Stadium       |
| New England Patriots                                           | 13     | Los Angeles Chargers | 21     | Gillette Stadium        |
| Oakland Raiders                                                | 14     | Buffalo Bills        | 34     | New Era Field           |
| Indianapolis Colts                                             | 23     | Cincinnati Bengals   | 24     | Paul Brown Stadium      |
| Houston Texans                                                 | 38     | Seattle Seahawks     | 41     | CenturyLink Field       |
| Dallas Cowboys                                                 | 33     | Washington Redskins  | 19     | FedEx Field             |
| Pittsburgh Steelers                                            | 20     | Detroit Lions        | 15     | Ford Field              |
| 30 de outubro de 2017                                          |        |                      |        |                         |
| Denver Broncos                                                 | 19     | Kansas City Chiefs   | 29     | Arrowhead Stadium       |
| Não jogaram: Cardinals, Packers, Jaguars, Rams, Giants, Titans |        |                      |        |                         |

| Semana 9                                                          |        |                      |        |                         |
| Time visitante                                                    | Pontos | Time da casa         | Pontos | Local do jogo           |
| 2 de novembro de 2017                                             |        |                      |        |                         |
| Buffalo Bills                                                     | 21     | New York Jets        | 34     | MetLife Stadium         |
| 5 de novembro de 2017                                             |        |                      |        |                         |
| Indianapolis Colts                                                | 20     | Houston Texans       | 14     | NRG Stadium             |
| Cincinnati Bengals                                                | 7      | Jacksonville Jaguars | 23     | EverBank Field          |
| Tampa Bay Buccaneers                                              | 10     | New Orleans Saints   | 30     | Mercedes-Benz Superdome |
| Los Angeles Rams                                                  | 51     | New York Giants      | 17     | MetLife Stadium         |
| Atlanta Falcons                                                   | 17     | Carolina Panthers    | 20     | Bank of America Stadium |
| Denver Broncos                                                    | 23     | Philadelphia Eagles  | 51     | Lincoln Financial Field |
| Baltimore Ravens                                                  | 20     | Tennessee Titans     | 23     | Nissan Stadium          |
| Arizona Cardinals                                                 | 20     | San Francisco 49ers  | 10     | Levi's Stadium          |
| Washington Redskins                                               | 17     | Seattle Seahawks     | 14     | CenturyLink Field       |
| Kansas City Chiefs                                                | 17     | Dallas Cowboys       | 28     | AT&T Stadium            |
| Oakland Raiders                                                   | 27     | Miami Dolphins       | 24     | Hard Rock Stadium       |
| 6 de novembro de 2017                                             |        |                      |        |                         |
| Detroit Lions                                                     | 30     | Green Bay Packers    | 17     | Lambeau Field           |
| Não jogaram: Bears, Browns, Chargers, Vikings, Patriots, Steelers |        |                      |        |                         |

| Semana 10                                    |        |                      |        |                                     |
| Time visitante                               | Pontos | Time da casa         | Pontos | Local do jogo                       |
| 9 de novembro de 2017                        |        |                      |        |                                     |
| Seattle Seahawks                             | 22     | Arizona Cardinals    | 16     | University of Phoenix Stadium       |
| 12 de novembro de 2017                       |        |                      |        |                                     |
| Green Bay Packers                            | 23     | Chicago Bears        | 16     | Soldier Field                       |
| Cleveland Browns                             | 24     | Detroit Lions        | 38     | Ford Field                          |
| Pittsburgh Steelers                          | 20     | Indianapolis Colts   | 17     | Lucas Oil Stadium                   |
| Los Angeles Chargers                         | 17     | Jacksonville Jaguars | 20     | EverBank Field                      |
| New Orleans Saints                           | 47     | Buffalo Bills        | 10     | New Era Field                       |
| New York Jets                                | 10     | Tampa Bay Buccaneers | 15     | Raymond James Stadium               |
| Minnesota Vikings                            | 38     | Washington Redskins  | 30     | FedEx Field                         |
| Cincinnati Bengals                           | 20     | Tennessee Titans     | 24     | Nissan Stadium                      |
| Houston Texans                               | 7      | Los Angeles Rams     | 33     | Los Angeles Memorial Coliseum       |
| Dallas Cowboys                               | 7      | Atlanta Falcons      | 27     | Mercedes-Benz Stadium               |
| New York Giants                              | 21     | San Francisco 49ers  | 31     | Levi's Stadium                      |
| New England Patriots                         | 41     | Denver Broncos       | 16     | Sports Authority Field at Mile High |
| 13 de novembro de 2017                       |        |                      |        |                                     |
| Miami Dolphins                               | 21     | Carolina Panthers    | 45     | Bank of America Stadium             |
| Não jogaram: Ravens, Chiefs, Raiders, Eagles |        |                      |        |                                     |

| Semana 11                                 |        |                      |        |                                     |
| Time visitante                            | Pontos | Time da casa         | Pontos | Local do jogo                       |
| 16 de novembro de 2017                    |        |                      |        |                                     |
| Tennessee Titans                          | 17     | Pittsburgh Steelers  | 40     | Heinz Field                         |
| 19 de novembro de 2017                    |        |                      |        |                                     |
| Detroit Lions                             | 27     | Chicago Bears        | 24     | Soldier Field                       |
| Jacksonville Jaguars                      | 19     | Cleveland Browns     | 7      | FirstEnergy Stadium                 |
| Baltimore Ravens                          | 23     | Green Bay Packers    | 0      | Lambeau Field                       |
| Arizona Cardinals                         | 21     | Houston Texans       | 31     | NRG Stadium                         |
| Tampa Bay Buccaneers                      | 30     | Miami Dolphins       | 20     | Hard Rock Stadium                   |
| Los Angeles Rams                          | 7      | Minnesota Vikings    | 24     | U.S. Bank Stadium                   |
| Kansas City Chiefs                        | 9      | New York Giants      | 12     | MetLife Stadium                     |
| Washington Redskins                       | 31     | New Orleans Saints   | 34     | Mercedes-Benz Superdome             |
| Buffalo Bills                             | 24     | Los Angeles Chargers | 54     | StubHub Center                      |
| Cincinnati Bengals                        | 20     | Denver Broncos       | 17     | Sports Authority Field at Mile High |
| New England Patriots                      | 33     | Oakland Raiders      | 8      | Estádio Azteca                      |
| Philadelphia Eagles                       | 37     | Dallas Cowboys       | 9      | AT&T Stadium                        |
| 20 de novembro de 2017                    |        |                      |        |                                     |
| Atlanta Falcons                           | 34     | Seattle Seahawks     | 31     | CenturyLink Field                   |
| Não jogaram: Panthers, 49ers, Colts, Jets |        |                      |        |                                     |

| Semana 12              |        |                      |        |                               |
| Time visitante         | Pontos | Time da casa         | Pontos | Local do jogo                 |
| 23 de novembro de 2017 |        |                      |        |                               |
| Minnesota Vikings      | 30     | Detroit Lions        | 23     | Ford Field                    |
| Los Angeles Chargers   | 28     | Dallas Cowboys       | 6      | AT&T Stadium                  |
| New York Giants        | 10     | Washington Redskins  | 20     | FedEx Field                   |
| 26 de novembro de 2017 |        |                      |        |                               |
| Buffalo Bills          | 16     | Kansas City Chiefs   | 10     | Arrowhead Stadium             |
| Tennessee Titans       | 20     | Indianapolis Colts   | 16     | Lucas Oil Stadium             |
| Cleveland Browns       | 16     | Cincinnati Bengals   | 30     | FirstEnergy Stadium           |
| Tampa Bay Buccaneers   | 20     | Atlanta Falcons      | 34     | Mercedes-Benz Stadium         |
| Miami Dolphins         | 17     | New England Patriots | 35     | Gillette Stadium              |
| Chicago Bears          | 3      | Philadelphia Eagles  | 31     | Lincoln Financial Field       |
| Carolina Panthers      | 35     | New York Jets        | 27     | MetLife Stadium               |
| Seattle Seahawks       | 24     | San Francisco 49ers  | 13     | Levi's Stadium                |
| New Orleans Saints     | 20     | Los Angeles Rams     | 26     | Los Angeles Memorial Coliseum |
| Jacksonville Jaguars   | 24     | Arizona Cardinals    | 27     | University of Phoenix Stadium |
| Denver Broncos         | 14     | Oakland Raiders      | 21     | Oakland Alameda Coliseum      |
| Green Bay Packers      | 28     | Pittsburgh Steelers  | 31     | Heinz Field                   |
| 27 de novembro de 2017 |        |                      |        |                               |
| Houston Texans         | 16     | Baltimore Ravens     | 23     | M&T Bank Stadium              |

| Semana 13              |        |                      |        |                               |
| Time visitante         | Pontos | Time da casa         | Pontos | Local do jogo                 |
| 30 de novembro de 2017 |        |                      |        |                               |
| Washington Redskins    | 14     | Dallas Cowboys       | 38     | AT&T Stadium                  |
| 3 de dezembro de 2017  |        |                      |        |                               |
| Minnesota Vikings      | 14     | Atlanta Falcons      | 9      | Mercedes-Benz Stadium         |
| Houston Texans         | 13     | Tennessee Titans     | 24     | Nissan Stadium                |
| Kansas City Chiefs     | 31     | New York Jets        | 38     | MetLife Stadium               |
| Denver Broncos         | 9      | Miami Dolphins       | 35     | Hard Rock Stadium             |
| Indianapolis Colts     | 10     | Jacksonville Jaguars | 30     | EverBank Field                |
| Tampa Bay Buccaneers   | 20     | Green Bay Packers    | 26     | Lambeau Field                 |
| Detroit Lions          | 20     | Baltimore Ravens     | 44     | M&T Bank Stadium              |
| New England Patriots   | 23     | Buffalo Bills        | 3      | New Era Field                 |
| San Francisco 49ers    | 15     | Chicago Bears        | 14     | Soldier Field                 |
| Cleveland Browns       | 10     | Los Angeles Chargers | 19     | StubHub Center                |
| New York Giants        | 17     | Oakland Raiders      | 24     | Oakland Alameda Coliseum      |
| Carolina Panthers      | 21     | New Orleans Saints   | 31     | Los Angeles Memorial Coliseum |
| Los Angeles Rams       | 32     | Arizona Cardinals    | 16     | University of Phoenix Stadium |
| Philadelphia Eagles    | 10     | Seattle Seahawks     | 24     | CenturyLink Field             |
| 4 de dezembro de 2017  |        |                      |        |                               |
| Pittsburgh Steelers    | 23     | Cincinnati Bengals   | 20     | Paul Brown Stadium            |

| Semana 14              |        |                      |        |                                     |
| Time visitante         | Pontos | Time da casa         | Pontos | Local do jogo                       |
| 7 de dezembro de 2017  |        |                      |        |                                     |
| New Orleans Saints     | 17     | Atlanta Falcons      | 20     | Mercedes-Benz Stadium               |
| 10 de dezembro de 2017 |        |                      |        |                                     |
| Indianapolis Colts     | 7      | Buffalo Bills        | 13     | New Era Field                       |
| Dallas Cowboys         | 30     | New York Giants      | 10     | MetLife Stadium                     |
| Detroit Lions          | 24     | Tampa Bay Buccaneers | 21     | Raymond James Stadium               |
| Oakland Raiders        | 15     | Kansas City Chiefs   | 26     | Arrowhead Stadium                   |
| San Francisco 49ers    | 26     | Houston Texans       | 16     | NRG Stadium                         |
| Green Bay Packers      | 27     | Cleveland Browns     | 21     | FirstEnergy Stadium                 |
| Chicago Bears          | 33     | Cincinnati Bengals   | 7      | Paul Brown Stadium                  |
| Minnesota Vikings      | 24     | Carolina Panthers    | 31     | Bank of America Stadium             |
| Washington Redskins    | 13     | Los Angeles Chargers | 30     | StubHub Center                      |
| New York Jets          | 00     | Denver Broncos       | 23     | Sports Authority Field at Mile High |
| Tennessee Titans       | 7      | Arizona Cardinals    | 12     | University of Phoenix Stadium       |
| Philadelphia Eagles    | 43     | Los Angeles Rams     | 35     | Los Angeles Memorial Coliseum       |
| Seattle Seahawks       | 24     | Jacksonville Jaguars | 30     | EverBank Field                      |
| Baltimore Ravens       | 38     | Pittsburgh Steelers  | 39     | Heinz Field                         |
| 11 de dezembro de 2017 |        |                      |        |                                     |
| New England Patriots   | 20     | Miami Dolphins       | 27     | Hard Rock Stadium                   |

| Semana 15              |        |                      |        |                          |
| Time visitante         | Pontos | Time da casa         | Pontos | Local do jogo            |
| 14 de dezembro de 2017 |        |                      |        |                          |
| Denver Broncos         | 25     | Indianapolis Colts   | 13     | Lucas Oil Stadium        |
| 16 de dezembro de 2017 |        |                      |        |                          |
| Chicago Bears          | 10     | Detroit Lions        | 20     | Ford Field               |
| Los Angeles Chargers   | 13     | Kansas City Chiefs   | 30     | Arrowhead Stadium        |
| 17 de dezembro de 2017 |        |                      |        |                          |
| Houston Texans         | 7      | Jacksonville Jaguars | 45     | EverBank Field           |
| Baltimore Ravens       | 27     | Cleveland Browns     | 10     | FirstEnergy Stadium      |
| Green Bay Packers      | 24     | Carolina Panthers    | 31     | Bank of America Stadium  |
| Miami Dolphins         | 16     | Buffalo Bills        | 24     | Hard Rock Stadium        |
| Cincinnati Bengals     | 7      | Minnesota Vikings    | 34     | U.S. Bank Stadium        |
| Arizona Cardinals      | 15     | Washington Redskins  | 20     | FedEx Field              |
| Philadelphia Eagles    | 34     | New York Giants      | 29     | MetLife Stadium          |
| New York Jets          | 19     | New Orleans Saints   | 31     | Mercedes-Benz Superdome  |
| Los Angeles Rams       | 42     | Seattle Seahawks     | 7      | CenturyLink Field        |
| Tennessee Titans       | 23     | San Francisco 49ers  | 25     | Levi's Stadium           |
| New England Patriots   | 27     | Pittsburgh Steelers  | 24     | Heinz Field              |
| Dallas Cowboys         | 20     | Oakland Raiders      | 17     | Oakland Alameda Coliseum |
| 18 de dezembro de 2017 |        |                      |        |                          |
| Atlanta Falcons        | 24     | Tampa Bay Buccaneers | 21     | Raymond James Stadium    |

| Semana 16              |        |                      |        |                               |
| Time visitante         | Pontos | Time da casa         | Pontos | Local do jogo                 |
| 23 de dezembro de 2017 |        |                      |        |                               |
| Indianapolis Colts     | 16     | Baltimore Ravens     | 23     | M&T Bank Stadium              |
| Minnesota Vikings      | 16     | Green Bay Packers    | 0      | Lambeau Field                 |
| 24 de dezembro de 2017 |        |                      |        |                               |
| Detroit Lions          | 17     | Cincinnati Bengals   | 26     | Paul Brown Stadium            |
| Miami Dolphins         | 13     | Kansas City Chiefs   | 29     | Arrowhead Stadium             |
| Buffalo Bills          | 16     | New England Patriots | 37     | Gillette Stadium              |
| Cleveland Browns       | 3      | Chicago Bears        | 20     | Soldier Field                 |
| Tampa Bay Buccaneers   | 19     | Carolina Panthers    | 22     | Bank of America Stadium       |
| Atlanta Falcons        | 13     | New Orleans Saints   | 23     | Mercedes-Benz Superdome       |
| Denver Broncos         | 11     | Washington Redskins  | 27     | FedEx Field                   |
| Los Angeles Rams       | 27     | Tennessee Titans     | 23     | Nissan Stadium                |
| Los Angeles Chargers   | 14     | New York Jets        | 7      | MetLife Stadium               |
| Jacksonville Jaguars   | 33     | San Francisco 49ers  | 44     | Levi's Stadium                |
| Seattle Seahawks       | 21     | Dallas Cowboys       | 12     | AT&T Stadium                  |
| New York Giants        | 0      | Arizona Cardinals    | 23     | University of Phoenix Stadium |
| 25 de dezembro de 2017 |        |                      |        |                               |
| Pittsburgh Steelers    | 34     | Houston Texans       | 6      | NRG Stadium                   |
| Oakland Raiders        | 10     | Philadelphia Eagles  | 19     | Lincoln Financial Field       |

| Semana 17              |        |                      |        |                                     |
| Time visitante         | Pontos | Time da casa         | Pontos | Local do jogo                       |
| 31 de dezembro de 2017 |        |                      |        |                                     |
| Washington Redskins    | 10     | New York Giants      | 18     | MetLife Stadium                     |
| New York Jets          | 6      | New England Patriots | 26     | Gillette Stadium                    |
| Chicago Bears          | 10     | Minnesota Vikings    | 23     | U.S. Bank Stadium                   |
| Green Bay Packers      | 11     | Detroit Lions        | 35     | Ford Field                          |
| Houston Texans         | 13     | Indianapolis Colts   | 22     | Lucas Oil Stadium                   |
| Cleveland Browns       | 24     | Pittsburgh Steelers  | 28     | Heinz Field                         |
| Dallas Cowboys         | 6      | Philadelphia Eagles  | 0      | Lincoln Financial Field             |
| San Francisco 49ers    | 34     | Los Angeles Rams     | 13     | Los Angeles Memorial Coliseum       |
| Oakland Raiders        | 10     | Los Angeles Chargers | 30     | StubHub Center                      |
| Kansas City Chiefs     | 27     | Denver Broncos       | 24     | Sports Authority Field at Mile High |
| Jacksonville Jaguars   | 10     | Tennessee Titans     | 15     | Nissan Stadium                      |
| New Orleans Saints     | 24     | Tampa Bay Buccaneers | 31     | Raymond James Stadium               |
| Buffalo Bills          | 22     | Miami Dolphins       | 16     | Hard Rock Stadium                   |
| Arizona Cardinals      | 26     | Seattle Seahawks     | 24     | CenturyLink Field                   |
| Carolina Panthers      | 10     | Atlanta Falcons      | 22     | Mercedes-Benz Stadium               |
| Cincinnati Bengals     | 31     | Baltimore Ravens     | 27     | M&T Bank Stadium                    |

## Pós-temporada
Os playoffs (ou mata-mata) da temporada de 2017 da NFL começam no final de semana de 6 e 7 de janeiro de 2018 com a rodada de repescagem (Wild Card). Os quatro times vencedores desta rodada visitaram os dois times de melhor performance em cada conferência nos playoffs de divisão, que foi jogado no fim de semana de 13 e 14 de janeiro. Os vencedores desta partida avançaram para as finais de conferência, que aconteceram em 21 de janeiro. Então, o vencedor das finais das conferências AFC e NFC irão se enfrentaram no Super Bowl LII, em 4 de fevereiro de 2018, no U.S. Bank Stadium, em Minneapolis, onde o Philadelphia Eagles derrotou o New England Patriots para se sagrar como o campeão da temporada. O Pro Bowl acontecereu no Camping World Stadium, em Orlando, Flórida, em 28 de janeiro, uma semana antes da final.

### Playoffs
|  |                                              |                                              |                                              |                           |                           |                                   |                                         |                                   |                                         |                                         |                                         |                                    |                                    |                                    |  |  |  |  |
|  | 7 de janeiro – Mercedes-Benz Superdome       | 7 de janeiro – Mercedes-Benz Superdome       | 7 de janeiro – Mercedes-Benz Superdome       |                           |                           | 14 de janeiro – U.S. Bank Stadium | 14 de janeiro – U.S. Bank Stadium       | 14 de janeiro – U.S. Bank Stadium |                                         |                                         |                                         |                                    |                                    |                                    |  |  |  |  |
|  | 7 de janeiro – Mercedes-Benz Superdome       | 7 de janeiro – Mercedes-Benz Superdome       | 7 de janeiro – Mercedes-Benz Superdome       |                           |                           | 14 de janeiro – U.S. Bank Stadium | 14 de janeiro – U.S. Bank Stadium       | 14 de janeiro – U.S. Bank Stadium |                                         |                                         |                                         |                                    |                                    |                                    |  |  |  |  |
|  | 7 de janeiro – Mercedes-Benz Superdome       | 7 de janeiro – Mercedes-Benz Superdome       | 7 de janeiro – Mercedes-Benz Superdome       |                           |                           | 14 de janeiro – U.S. Bank Stadium | 14 de janeiro – U.S. Bank Stadium       | 14 de janeiro – U.S. Bank Stadium |                                         |                                         |                                         |                                    |                                    |                                    |  |  |  |  |
|  | 7 de janeiro – Mercedes-Benz Superdome       | 7 de janeiro – Mercedes-Benz Superdome       | 7 de janeiro – Mercedes-Benz Superdome       |                           |                           | 14 de janeiro – U.S. Bank Stadium | 14 de janeiro – U.S. Bank Stadium       | 14 de janeiro – U.S. Bank Stadium |                                         |                                         |                                         |                                    |                                    |                                    |  |  |  |  |
|  | 5                                            | Carolina                                     | 26                                           |                           |                           | 14 de janeiro – U.S. Bank Stadium | 14 de janeiro – U.S. Bank Stadium       | 14 de janeiro – U.S. Bank Stadium |                                         |                                         |                                         |                                    |                                    |                                    |  |  |  |  |
|  | 5                                            | Carolina                                     | 26                                           | 4                         | New Orleans               | 24                                |                                         |                                   |                                         |                                         |                                         |                                    |                                    |                                    |  |  |  |  |
|  | 4                                            | New Orleans                                  | 31                                           | 4                         | New Orleans               | 24                                |                                         |                                   | 21 de janeiro - Lincoln Financial Field | 21 de janeiro - Lincoln Financial Field | 21 de janeiro - Lincoln Financial Field |                                    |                                    |                                    |  |  |  |  |
|  | 4                                            | New Orleans                                  | 31                                           | 2                         | Minnesota                 | 29                                |                                         |                                   | 21 de janeiro - Lincoln Financial Field | 21 de janeiro - Lincoln Financial Field | 21 de janeiro - Lincoln Financial Field |                                    |                                    |                                    |  |  |  |  |
|  |                                              |                                              |                                              | 2                         | Minnesota                 | 29                                |                                         |                                   | 21 de janeiro - Lincoln Financial Field | 21 de janeiro - Lincoln Financial Field | 21 de janeiro - Lincoln Financial Field |                                    |                                    |                                    |  |  |  |  |
|  | NFC                                          |                                              |                                              |                           |                           |                                   |                                         |                                   | 21 de janeiro - Lincoln Financial Field | 21 de janeiro - Lincoln Financial Field | 21 de janeiro - Lincoln Financial Field |                                    |                                    |                                    |  |  |  |  |
|  | 6 de janeiro – Los Angeles Memorial Coliseum | 6 de janeiro – Los Angeles Memorial Coliseum | 6 de janeiro – Los Angeles Memorial Coliseum | 2                         | Minnesota                 | 7                                 |                                         |                                   |                                         |                                         |                                         |                                    |                                    |                                    |  |  |  |  |
|  | 6 de janeiro – Los Angeles Memorial Coliseum | 6 de janeiro – Los Angeles Memorial Coliseum | 6 de janeiro – Los Angeles Memorial Coliseum | 2                         | Minnesota                 | 7                                 | 13 de janeiro – Lincoln Financial Field |                                   |                                         |                                         |                                         |                                    |                                    |                                    |  |  |  |  |
|  | 6 de janeiro – Los Angeles Memorial Coliseum | 6 de janeiro – Los Angeles Memorial Coliseum | 6 de janeiro – Los Angeles Memorial Coliseum |                           | 1                         | Philadelphia                      | 38                                      |                                   |                                         |                                         |                                         |                                    |                                    |                                    |  |  |  |  |
|  | 6 de janeiro – Los Angeles Memorial Coliseum | 6 de janeiro – Los Angeles Memorial Coliseum | 6 de janeiro – Los Angeles Memorial Coliseum |                           | 1                         | Philadelphia                      | 38                                      |                                   |                                         |                                         |                                         |                                    |                                    |                                    |  |  |  |  |
|  | 6                                            | Atlanta                                      | 26                                           | Campeão da NFC            | Campeão da NFC            | Campeão da NFC                    |                                         |                                   |                                         |                                         |                                         |                                    |                                    |                                    |  |  |  |  |
|  | 6                                            | Atlanta                                      | 26                                           | Campeão da NFC            | Campeão da NFC            | Campeão da NFC                    | 6                                       | Atlanta                           | 10                                      |                                         |                                         |                                    |                                    |                                    |  |  |  |  |
|  | 3                                            | LA Rams                                      | 13                                           | Campeão da NFC            | Campeão da NFC            | Campeão da NFC                    | 6                                       | Atlanta                           | 10                                      |                                         |                                         | 4 de fevereiro - U.S. Bank Stadium | 4 de fevereiro - U.S. Bank Stadium | 4 de fevereiro - U.S. Bank Stadium |  |  |  |  |
|  | 3                                            | LA Rams                                      | 13                                           | Campeão da NFC            | Campeão da NFC            | Campeão da NFC                    | 1                                       | Philadelphia                      | 15                                      |                                         |                                         | 4 de fevereiro - U.S. Bank Stadium | 4 de fevereiro - U.S. Bank Stadium | 4 de fevereiro - U.S. Bank Stadium |  |  |  |  |
|  | Playoffs de Wild Card                        |                                              |                                              |                           |                           |                                   | 1                                       | Philadelphia                      | 15                                      |                                         |                                         | 4 de fevereiro - U.S. Bank Stadium | 4 de fevereiro - U.S. Bank Stadium | 4 de fevereiro - U.S. Bank Stadium |  |  |  |  |
|  | Playoffs de Divisão                          |                                              |                                              |                           |                           |                                   |                                         |                                   |                                         |                                         |                                         | 4 de fevereiro - U.S. Bank Stadium | 4 de fevereiro - U.S. Bank Stadium | 4 de fevereiro - U.S. Bank Stadium |  |  |  |  |
|  | 7 de janeiro – EverBank Field                | 7 de janeiro – EverBank Field                | 7 de janeiro – EverBank Field                | N1                        | Philadelphia              | 41                                |                                         |                                   |                                         |                                         |                                         |                                    |                                    |                                    |  |  |  |  |
|  | 7 de janeiro – EverBank Field                | 7 de janeiro – EverBank Field                | 7 de janeiro – EverBank Field                | N1                        | Philadelphia              | 41                                | 14 de janeiro – Heinz Field             |                                   |                                         |                                         |                                         |                                    |                                    |                                    |  |  |  |  |
|  | 7 de janeiro – EverBank Field                | 7 de janeiro – EverBank Field                | 7 de janeiro – EverBank Field                |                           | A1                        | New England                       | 33                                      |                                   |                                         |                                         |                                         |                                    |                                    |                                    |  |  |  |  |
|  | 7 de janeiro – EverBank Field                | 7 de janeiro – EverBank Field                | 7 de janeiro – EverBank Field                |                           | A1                        | New England                       | 33                                      |                                   |                                         |                                         |                                         |                                    |                                    |                                    |  |  |  |  |
|  | 6                                            | Buffalo                                      | 3                                            | Campeão do Super Bowl LII | Campeão do Super Bowl LII | Campeão do Super Bowl LII         |                                         |                                   |                                         |                                         |                                         |                                    |                                    |                                    |  |  |  |  |
|  | 6                                            | Buffalo                                      | 3                                            | Campeão do Super Bowl LII | Campeão do Super Bowl LII | Campeão do Super Bowl LII         | 3                                       | Jacksonville                      | 45                                      |                                         |                                         |                                    |                                    |                                    |  |  |  |  |
|  | 3                                            | Jacksonville                                 | 10                                           | Campeão do Super Bowl LII | Campeão do Super Bowl LII | Campeão do Super Bowl LII         | 3                                       | Jacksonville                      | 45                                      |                                         |                                         | 21 de janeiro - Gillette Stadium   | 21 de janeiro - Gillette Stadium   | 21 de janeiro - Gillette Stadium   |  |  |  |  |
|  | 3                                            | Jacksonville                                 | 10                                           | Campeão do Super Bowl LII | Campeão do Super Bowl LII | Campeão do Super Bowl LII         | 2                                       | Pittsburgh                        | 42                                      |                                         |                                         | 21 de janeiro - Gillette Stadium   | 21 de janeiro - Gillette Stadium   | 21 de janeiro - Gillette Stadium   |  |  |  |  |
|  |                                              |                                              |                                              |                           |                           |                                   | 2                                       | Pittsburgh                        | 42                                      |                                         |                                         | 21 de janeiro - Gillette Stadium   | 21 de janeiro - Gillette Stadium   | 21 de janeiro - Gillette Stadium   |  |  |  |  |
|  | AFC                                          |                                              |                                              |                           |                           |                                   |                                         |                                   |                                         |                                         |                                         | 21 de janeiro - Gillette Stadium   | 21 de janeiro - Gillette Stadium   | 21 de janeiro - Gillette Stadium   |  |  |  |  |
|  | 6 de janeiro – Arrowhead Stadium             | 6 de janeiro – Arrowhead Stadium             | 6 de janeiro – Arrowhead Stadium             | 3                         | Jacksonville              | 20                                |                                         |                                   |                                         |                                         |                                         |                                    |                                    |                                    |  |  |  |  |
|  | 6 de janeiro – Arrowhead Stadium             | 6 de janeiro – Arrowhead Stadium             | 6 de janeiro – Arrowhead Stadium             | 3                         | Jacksonville              | 20                                | 13 de janeiro – Gillette Stadium        |                                   |                                         |                                         |                                         |                                    |                                    |                                    |  |  |  |  |
|  | 6 de janeiro – Arrowhead Stadium             | 6 de janeiro – Arrowhead Stadium             | 6 de janeiro – Arrowhead Stadium             |                           | 1                         | New England                       | 24                                      |                                   |                                         |                                         |                                         |                                    |                                    |                                    |  |  |  |  |
|  | 6 de janeiro – Arrowhead Stadium             | 6 de janeiro – Arrowhead Stadium             | 6 de janeiro – Arrowhead Stadium             |                           | 1                         | New England                       | 24                                      |                                   |                                         |                                         |                                         |                                    |                                    |                                    |  |  |  |  |
|  | 5                                            | Tennessee                                    | 22                                           | Campeão da AFC            | Campeão da AFC            | Campeão da AFC                    |                                         |                                   |                                         |                                         |                                         |                                    |                                    |                                    |  |  |  |  |
|  | 5                                            | Tennessee                                    | 22                                           | Campeão da AFC            | Campeão da AFC            | Campeão da AFC                    | 5                                       | Tennessee                         | 14                                      |                                         |                                         |                                    |                                    |                                    |  |  |  |  |
|  | 4                                            | Kansas City                                  | 21                                           | Campeão da AFC            | Campeão da AFC            | Campeão da AFC                    | 5                                       | Tennessee                         | 14                                      |                                         |                                         |                                    |                                    |                                    |  |  |  |  |
|  | 4                                            | Kansas City                                  | 21                                           | Campeão da AFC            | Campeão da AFC            | Campeão da AFC                    | 1                                       | New England                       | 35                                      |                                         |                                         |                                    |                                    |                                    |  |  |  |  |
|  |                                              |                                              |                                              |                           |                           |                                   | 1                                       | New England                       | 35                                      |                                         |                                         |                                    |                                    |                                    |  |  |  |  |

## Prêmios

### Individuais
| Prêmio                             | Vencedor          | Posição                             | Time                 |
| ---------------------------------- | ----------------- | ----------------------------------- | -------------------- |
| AP Most Valuable Player (MVP)      | Tom Brady         | Quarterback                         | New England Patriots |
| AP Jogador de Ataque do Ano        | Todd Gurley       | Running back                        | Los Angeles Rams     |
| AP Jogador de Defesa do Ano        | Aaron Donald      | Defensive tackle                    | Los Angeles Rams     |
| AP Treinador do Ano                | Sean McVay        | Head coach                          | Los Angeles Rams     |
| AP Treinador Assistente do Ano     | Pat Shurmur       | Offensive coordinator               | Minnesota Vikings    |
| AP Jogador Novato de Ataque do Ano | Alvin Kamara      | Running back                        | New Orleans Saints   |
| AP Jogador Novato de Defesa do Ano | Marshon Lattimore | Cornerback                          | New Orleans Saints   |
| AP Comeback Player of the Year     | Keenan Allen      | Wide receiver                       | Los Angeles Chargers |
| Pepsi Novato do Ano                | Alvin Kamara      | Running back                        | New Orleans Saints   |
| Walter Payton NFL Man of the Year  | J. J. Watt        | Defensive end                       | Houston Texans       |
| PFWA NFL Executivo do Ano          | Howie Roseman     | Executive VP of Football Operations | Philadelphia Eagles  |
| MVP do Super Bowl                  | Nick Foles        | Quarterback                         | Philadelphia Eagles  |

### Time All-Pro
Os seguintes jogadores foram escolhidos como First Team All-Pro pela Associated Press:
| Ataque        | Ataque                                             |
| ------------- | -------------------------------------------------- |
| Quarterback   | Tom Brady, New England                             |
| Running back  | Todd Gurley, Los Angeles Rams                      |
| Flex          | Le'Veon Bell, Pittsburgh                           |
| Wide receiver | Antonio Brown, Pittsburgh DeAndre Hopkins, Houston |
| Tight end     | Rob Gronkowski, New England                        |
| Left tackle   | Andrew Whitworth, Los Angeles Rams                 |
| Left guard    | Andrew Norwell, Carolina                           |
| Center        | Jason Kelce, Philadelphia                          |
| Right guard   | David DeCastro, Pittsburgh                         |
| Right tackle  | Lane Johnson, Philadelphia                         |

| Defesa           | Defesa                                                               |
| ---------------- | -------------------------------------------------------------------- |
| Edge rusher      | Calais Campbell, Jacksonville Cameron Jordan, New Orleans            |
| Interior lineman | Aaron Donald, Los Angeles Rams Cam Heyward, Pittsburgh               |
| Linebacker       | Chandler Jones, Arizona Bobby Wagner, Seattle Luke Kuechly, Carolina |
| Cornerback       | Jalen Ramsey, Jacksonville Xavier Rhodes, Minnesota                  |
| Safety           | Kevin Byard, Tennessee Garrison Smith, Minnesota                     |

| Placekicker   | Greg Zuerlein, Los Angeles Rams |
| Punter        | Johnny Hekker, Los Angeles Rams |
| Kick returner | Pharoh Cooper, Los Angeles Rams |
| Special teams | Budda Baker, Arizona            |